# Bambini nell'acquedotto
Bambini nell'acquedotto è un breve documentario di Giuseppe Ferrara del 1960 prodotto dalla RAI.